# Воскресенский, Виталий Григорьевич
Виталий Григорьевич Воскресенский (10 апреля 1909, Карамышево, Казанская губерния, Российская империя — 6 декабря 1992, Москва, Россия) — советский военачальник, генерал-лейтенант артиллерии (18.02.1958).

## Биография
Учился в школе № 1 в Чебоксарах.
В 1927 направлен в РККА по комсомольскому призыву. В 1931 году окончил Томское артиллерийское училище, служил на командных должностях в артиллерии,  в 1940 поступил в Военную академию им. М.В. Фрунзе, откуда в июле 1941 года направлен на фронт. Воевал командиром артиллерийского полка (был ранен), начальником артиллерии 124-й стрелковой дивизии,  переименованной с ноября 1942 года в 50-ю гвардейскую стрелковую дивизию,  командовал артиллерией 3-го гвардейского стрелкового корпуса.
За время войны полковник Воскресенский был трижды персонально упомянут в благодарственных приказах Верховного Главнокомандующего.
С декабря 1946 служил начальником 1-го отдела штаба артиллерии Вооружён. Сил СССР, с октября 1954 – зам. начальника штаба Ракетных войск и артиллерии Совет. Армии. В 1953–54 находился на Высших академических курсах Академии Генерал. штаба. С 1963 – начальник Ракетных войск и артиллерии Южной группы войск. С 1970 в запасе.
Умер в 1992 году. Похоронен на Троекуровском кладбище Москвы

## Воинские звания
- полковник (17.11.1942)
- генерал-майор артиллерии  (11.07.1945)
- генерал-лейтенант артиллерии  (18.02.1958)
- генерал-лейтенант  (26.04.1984)

## Награды
- орден Ленина (25.09.1944[5], 20.04.1953[6])
- ордена Красного Знамени (в т.ч. 17.11.1942[7], 24.06.1948[6])
- орден Суворова 2-й степени (29.06.1945)[8]
- орден Кутузова 2-й степени (22.12.1943)[9]
- орден Богдана Хмельницкого 2-й степени (11.05.1944)[10]
- орден Отечественной войны 1-й степени (06.04.1985)[11]
- орден Отечественной войны 2-й степени (27.03.1943)[12]
- три ордена Красной Звезды (в т.ч. 22.02.1943[13],  03.11.1944[14]),
- орден «Знак Почёта» (1938)[5]
  - медали в том числе:
  - «За оборону Сталинграда»
  - «За победу над Германией в Великой Отечественной войне 1941—1945 гг.»
  - «За взятие Кёнигсберга»
  - «Ветеран Вооружённых Сил СССР»
- знак «50 лет пребывания в КПСС»

Приказы (благодарности) Верховного Главнокомандующего в которых отмечен В. Г. Воскресенский.
- За форсирование реки Друть севернее города Рогачев, прорыв сильной, глубоко эшелонированную обороны противника на фронте протяжением 30 километров и захват более 100 населенных пунктов, среди которых Ректа, Озеране, Веричев, Заполье, Заболотье, Кнышевичи, Моисеевка, Мушичи, а также блокирование железной дороги Бобруйск — Лунинец в районе ст. Мошна, Черные Броды. 25 июня 1944 года. № 118.
- За овладение городом Лунинец – важным железнодорожным узлом Полесья. 10 июля 1944 года № 134
- За овладение штурмом городами Хайльсберг и Фридланд – важными узлами коммуникаций и сильными опорными пунктами обороны немцев в центральных районах Восточной Пруссии. 31 января 1945 года. № 267.